# Ежеголовник плавающий
Ежеголо́вник пла́вающий (лат. Spargánium nátans) — многолетнее водное и болотное травянистое растение; вид рода Ежеголовник.

## Ботаническое описание

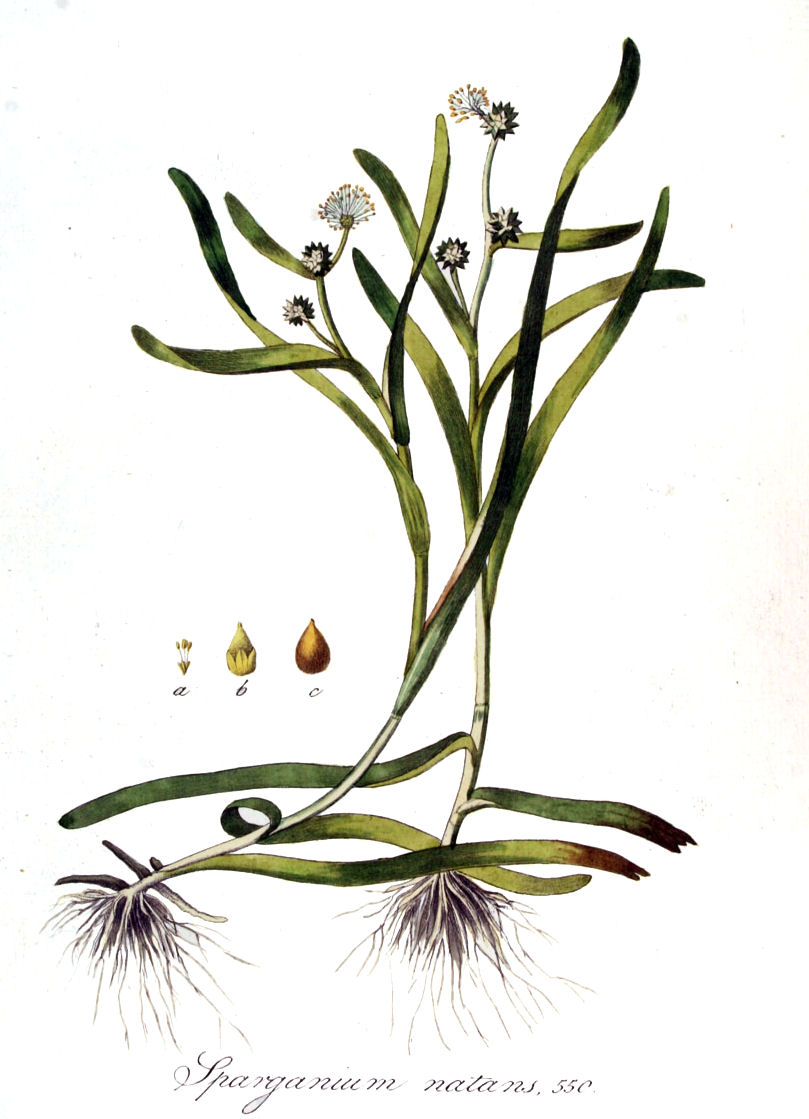

Стебель удлинённый, длиной 30—80 см, с 4—9 междоузлиями, плавающий или торчащий, равномерно олиственный, слабый, легко перемещаемый водой.
Листья очерёдные, без язычков, линейные, 3—10 мм шириной, цельные, цельнокрайные, тонкие, просвечивающие.
У ежеголовника плавающего есть две жизненные формы. Водная форма с плавающим стеблем имеет лентовидные листья до 30 см длиной. Наземная форма с частично погружёнными в воду или растущими на сырых местах стеблями имеет дуговидно изогнутые листья до 15 см длиной, погружённые в воду или плавающие.
Соцветие обычно укороченное, лишённое нормально развитых листьев, не ветвящееся, состоит из одного—двух сближенных шаровидных головок тычиночных цветков и одного—четырёх сидячих (или на ножках) головок пестичных цветков. Головки из пестичных цветков могут располагаться на коротких ножках в пазухах листьев. Кроющие листья широкостеблеобъемлющие. Цветки однополые, погружены в воду, плавают на поверхности или приподняты над водой. Цветки, расположенные ниже на стебле и ветвях, — пестичные, выше по стеблю — тычиночные. Околоцветник состоит из пяти—шести мелких чешуевидных листочков. Тычинок три, они длинные, пестик один. Пыльники до 0,75 мм длиной. Столбики до 1 мм длиной, рыльце до 0,75 мм длиной, яйцевидное или ланцетное. Цветение в европейской части России в июле — августе.
Плоды, в совокупности образующие жёсткие, колючие шаровидные головки, — зеленоватые, овальные или обратнояйцевидные, кверху постепенно заострённые, с перетяжкой ниже середины, расположены на короткой, до 1 мм, ножке. Плодоношение в европейской части России в августе — сентябре.
Число хромосом 2n = 30.

## Распространение и экология
Ежеголовник плавающий распространён в лесной зоне Евразии и Северной Америки.
В России встречается в европейской части, Сибири и на Дальнем Востоке.
Растёт в воде или по берегам озёр и рек, в ручьях, на болотах, в канавах и кюветах.
Размножается и распространяется семенами.